# آیلین اتکینز
آیلین اتکینز (انگلیسی: Eileen Atkins؛ زادهٔ ۱۵ ژوئن ۱۹۳۴) یک هنرپیشه، و فیلم‌نامه‌نویس اهل انگلستان است. وی از سال ۱۹۵۳ میلادی تاکنون مشغول فعالیت بوده‌است.

## بخشی از فیلمشناسی
از فیلم‌ها یا برنامه‌های تلویزیونی که وی در آن نقش داشته‌است می‌توان به آثار زیر اشاره کرد.

### سینمایی
- ستوران (۱۹۷۷)
- الیور توئیست (۱۹۸۲)
- متصدی لباس (۱۹۸۳)
- روایت نلی (۱۹۸۳)
- خطر قلب (۱۹۸۷)
- اتاقی از آن خود (۱۹۹۱)
- گرگ (۱۹۹۴)
- جک و سارا (۱۹۹۵)
- مزرعه سرد آرامش (۱۹۹۵)
- انتقام‌جویان (۱۹۹۸)
- زنان و حرف‌های آنچنانی (۱۹۹۹)
- گاسفورد پارک (۲۰۰۱)
- ساعت‌ها (۲۰۰۲)
- کوهستان سرد (۲۰۰۳)
- چیزی که یک دختر می‌خواهد (۲۰۰۳)
- ونیتی فر (۲۰۰۴)
- سور بز (۲۰۰۵)
- صحنه‌های یک ماهیت جنسی (۲۰۰۶)
- از غبار بپرس (۲۰۰۶)
- غروب (۲۰۰۷)
- آخرین شانس هاروی (۲۰۰۸)
- رابین هود (۲۰۱۰)
- هدف وحشی (۲۰۱۰)
- موجودات زیبا (۲۰۱۳)
- جادو در مهتاب (۲۰۱۴)
- پدینگتون ۲ (۲۰۱۷)

### تلویزیونی
- تاج (۲۰۱۶)  -فصل اول، در نقش ملکه مری-